# GRAU
La Dirección Principal de Misiles y Artillería del Ministerio de Defensa de la Federación Rusa (GRAU) (del ruso: Главное ракетно-артиллерийское управление МО РФ), o por su abreviación (en ruso: ГРАУ, Glavnoye raketno-artilleriyskoye upravleniye MO RF (GRAU)) es un departamento del Ministerio de Defensa de Rusia (exsoviético). Es a su vez un subordinado de la Jefatura General de la Industria del Armamento y de las Municiones de las Fuerzas Armadas de Rusia, un viceministerio de defensa dentro de la cartera principal.
En particular, la GRAU es responsable por la asignación de los nombres GRAU a los equipos militares, municiones, explosivos, misiles y demás sistemas de armas construidos en Rusia.
Los arsenales de la GRAU, de acuerdo Kommersant-Vlast en el año 2005, incluyen el 60.o Regimiento en Kaluga, 55.º Regimiento en Rzhev, el 75.o Regimiento en Serpukhov al sur de Moscú, (todos los tres en el 3.er Distrito militar de Moscú) y el 80.o en Gagarskiy, 116.º en Krasno-Oktyabrskiy y el 5.º, todos ellos en el Distrito militar de los Urales.

## Índices GRAU
Los índices GRAU se componen de la siguiente forma: <número> <letra> <número>, con la posibilidad de un sufijo opcional en la forma <letra> <número>, luego y seguidamente se puede asignar un nombre código seguido al índice.
Por ejemplo: «2 S 19  Msta-S», es el asignado para el obús autopropulsado 2S19 Msta.

### Conceptos erróneos
Gran cantidad de conceptos erróneos comunes rodean el alcance y la originación de los nombres y siglas de dichos índices. La designación GRAU no se debe interpretar como una designación industrial, que normalmente sea asignada por el buró de diseño en donde se ingenie y produzca el arma en cuestión. En adición a la designación GRAU, al arma en cuestión se le puede dar un nombre para su fase de diseño, como uno industrial y una designación de servicio.
Por ejemplo: uno de los misiles tierra/aire en uso que tenga la designación S-25 Berkut del sistema de defensa antiaérea ha llevado al menos cuatro designaciones de uso doméstico:
- Nombre del diseño: La-205
- Nombre industrial: Producto 205 (izdeliye 205)
- Índice GRAU: 5V7
- Designación militar soviética: V-300

Algunas bombas de propósito general soviéticas guardan una designación militar similar a las del índice GRAU con las de otra clase de armas, lo que hace al sistema en cuestión algo confuso y difícil, siendo similar al índice GRAU.

### Esquema de designación
La primera parte del índice GRAU es un número que indica la categoría principal del equipamiento y al ítem al que pertenece. La segunda parte, un carácter cirílico, que indica su subcategoría. La tercera parte, un número, indica el modelo en específico. El sufijo opcional puede ser usado para diferenciar las variantes de un mismo modelo.

#### 1 (radioequipamiento electrónico)
- 1K: 1K1, El Transbordador espacial "Buran".
- 1L: 1L14, El detector IFF para el Sistema Antiaéreo Personal SA-16 Gimlet/9K310 Igla.
- 1S: Radar (1S11, radar de detección y estación de comando del sistema 1S91, base de operación del sistema de defensa antiaérea 2K12 Kub)
- 1V: Vehículos de comando de la Artillería (1V18/19 en base del chasis de un BTR-60, 1V13/16 en base del chasis de un MT-LBu)

#### 2 (sistemas de artillería)
- 2A: Sistemas de artillería estacionaria (2A65 Msta/2A65 Msta-B).
- 2B: Sistemas de morteros autopropulsados (2B9 Vasilek, 2B14 Podnos).
- 2K: Sistemas de artillería antiaérea autopropulsada (2K11, sistema de misiles antiaéreos 2K11 Krug; 2К12, sistema de misiles antiaéreos 2К12 "Kub", sistema de artillería antiaérea autopropulsada 2K22 "Tunguska", sistema de artillería antiaérea autopropulsada 9K22 "Tunguska").
- 2S: Artillería autopropulsada (Sistemas de artillería autopropulsada 2S1 Gvozdika, 2S19 Msta/2S19 Msta-S)
- 2U: Equipos de entrenamiento.

#### 3 (misiles navales y terrestres)
- 3M: Varios misiles de uso naval y terrestre (3M80 Moskit, 3M45 Granit)

#### 4 (misiles navales y equipamiento de suo militar (municiones, blindajes reactivos, entre otros)
- 4G: Cabezas (4G15, la cabeza de alto expolsivo/HEAT para el misil antibuque "Hermit")
- 4K: Misiles de uso naval (4K10, el misil lanzado y portado en submarinos R-27 (RSM-25) para el sistema D-5 "Zyb", 4K40 el misil navalizado P-15 Termit )
- 4P: Lanzadores
- 4S: Lanzadores (4S95, el lanzador del complejo de defensa antiaérea Tor-M1 ("Kinzhal/Klinok"/"SA-15 Gauntlet"))

#### 5 (equipamiento de defensa aérea)
- 5B: Cabezas para misiles SAM (La cabeza para el misil S-125 V-601, 5B18.)
- 5P: Lanzaderas para misiles SAM (el pod de lanzamiento de cuatro misiles para el sistema de defensa antiaérea S-125, 5P75)
- 5V: Diversos misiles SAM (un misil tipo SAM para el sistema de defensa antiaérea S-300, 5V55)
- 5Ae: Computadoras (5Ae26, una multiCPU especializada con un desempeño de 1,5 MIPS)
- 5Ya: Un misil tipo SAM (5Ya23, misil SAM para el sistema de defensa antiaérea S-75)
- 5#

- 51T6 (SH-11/ABM-4 Gorgona), un misil interceptor antibalístico exoatmosférico para el sistema de defensa antiaérea A-135.
- 53T6 (SH-08/ABM-3 Gacela), un misil interceptor antibalístico endoatmosférico para el sistema de defensa antiaérea A-135.

#### 6 (Armas y equipamiento de defensa y blindaje corporal)
- 6B: Protectores corporales (6B1), El casco 61 y el 6B6[3]
- 6V: Armas de fuego diversas (6V1, El rifle de francotirador Dragunov)
- 6G: Armas de fuego diversas (6G3, El lanzacohetes portátil RPG-7; 6G17, la granada de calibre 40 mm VOG-25)
- 6Zh: Equipamiento para armas de fuego (6Zh1M, un portamunición de 100 rondas de capacidad para la PKM)
- 6P: Armas de fuego (6P1, El fusil AKM de calibre 7.62 mm )
- 6T: Equipamiento para armas de fuego (6T2, El afuste de carga Samozhenkov para la ametralladora PKS)
- 6U: Equipamiento para armas de fuego (6U1, vehículo de transporte personal para las versiones PKB/PKBM de la ametralladora PK)
- 6Kh: Cuchillos y Bayonetas (6Kh3, una bayoneta tipo sable para el AKM)
- 6Ts: Mira telescópicas (6Ts1, La mira telecópica del rifle Dragunov PSO-1)
- 6Ch: Equipamiento para armas de fuego (6Ch12, el supresor de flash y silenciador/supresor PBS-1)
- 6Sh: Equipamiento para armas de fuego (6Sh5, una tira (canana) de munición)

#### 7 (municiones para armas de fuego)
- 7B: Munición (7B33, el cartucho de munición 7,62 × 54 mm R de tipo perforante-incendiario)
- 7G: Granadas (7G1, la granada de mano tipo HEAT RKG-3)
- 7Z: Munición (7Z1, El cartucho de munición 14,5 x 115 mm de tipo incendiario)
- 7N: Munición (7N1, El cartucho de munición 7,62 × 54 mm R para fusiles de francotirador)
- 7P: Las granadas propulsadas por cohetes (7P1, una granada de calibre 40 mm para el RPG-7)
- 7S: Munición de tipos diversos (7S1, una munición de destello para señales-humo de color naranja para ciertos usos)
- 7T: Munición (7T2, El cartucho de munición 7,62 × 54 mm R trazador)
- 7U: Munición (7U1, El cartucho de munición 7,62 × 54 mm R de baja velocidad (subsónico))
- 7Kh: Munición de entrenmiento/fogueo (7Kh1, el cartucho de munición 12,7 x 108 mm de uso para entrenadores/instructores)

##### Excepciones
- 71Kh6: El sistema de detectores de satélites norteamericanos, y/o de satélites detectores en órbitas bajas  'Prognoz-2
- 73N6: Usada para el sistema automatizado de defensa antiaérea y de comando o de control Baikal-1
- 76N6: Un radar detector de blancos a baja altitud
- 75E6: El equipo interrogador IFF para el S-75M y el S-125, el Parol-3

#### 8 (misiles y cohetería del ejército)
- 8A: Misiles balísticos
- 8D: Motores y propulsores para cohetes (mayormente)
- 8K: Misiles (8K51, 8K63 Dvina, 8K64, 8K67, 8K71,  8K72K, 8K81, 8K84)
- 8P: Sistemas de Lanzamiento desechables.
- 8S: Etapas de propulsión de los cohetes.
- 8F: Ojivas y cabezas transportadas.

#### 9 (misiles yUAVdel ejército)
- 9A: Lanzadores (9A52, el chasis del MLRS Smerch)
- 9K: Sistemas (Misiles SAM 9К33, Osa; 9К115-2, Sistemas de misiles antitanque Metis-M; 9K310, para el sistema de defensa antiaérea de transporte de la infantería Igla)
- 9F: Todos los sistemas de entrenamiento y equipos para el mismo (9F827, el sistema entrenador del Smerch)
- 9M: 9M62, UAV del sistema de reconocimiento aéreo "Tipchak" T-92; 9M133, el misil antitanque guiado Kornet
- 9P: Launchers (9P140, el chasis del Uragan MLRS)
- 9S: Centro de comando móvil Ranzhir (9S737)
- 9T: Transportes y cargadores así como los vehículos de reamunicionamiento de los diferentes sistemas tierra-aire (9T234 del sistema 9K58 Smerch, 9T244 del sistema 9K331 Tor)

#### 10 (equipamiento)
- 10P: Miras (10P19, la mira PGO-7V para el lanzacohetes RPG-7V)
- 10R: Radios de comunicación (Un radiotransmisor 10R30 Karat-2)

#### 11 (cohetes y equipamiento asociado)
- 11A: Cohetetría (11A51, el Cohete de alta capacidad de carga N-1 Korolev, el 11A511, el lanzador Soyuz)
- 11B: Motores térmicos nucleares de cohetes (11B91 (RD0410); 11B97)
- 11G: Equipamiento (11G12, una estación de re-abastecimiento)
- 11D: Motores de cohetes (11D43, el motor de combustible líquido RD-253 (la 1.ª etapa del Cohete espacial "Proton"))
- 11K: Cohetetría(11K25 Energiya, un cohete de capacidad de carga pesada para el transbordador espacial soviético "Buran")
- 11M: Equipamiento a bordo (11M243, velas y paneles solares para el satélite 11F624 Yantar-2K )
- 11P: Equipamiento basado en tierra (11P825, el complejo de lanzamiento para el 11K25)
- 11S: Etapas de cohetes (11S59, la 1.ª y 2.ª etapas ("unidad A") del Soyuz)
- 11F: Satellites (11F67 Molniya-1, un satélite de telecomunicaciones; 11F35K1, el primer vehículo de producción del Buran; 11F654 satélites para el sistema GLONASS )

#### 14 (cohetería y equipamiento asociado)
- 14D: Propulsores y motores de cohetes (14D30, El propulsor de combustible sólido del "Briz"/S5.98M)
- 14I: Equipamiento terrestre (14I02, el equipamiento terrestre del sistema Briz 8P882)
- 14P: Equipamiento terrestre (14P72, el módulo de servicio del sistema "Briz")
- 14S: Maximizador (Booster) (el propulsor "Briz", 14S12)
- 14T: Equipamiento terrestre (14T81, el equipo de almacenamiento del propulsor "Briz")
- 14F: Sistemas de defensa contra satélites (14F10, el misil antisatélite IS-MU Naryad)

#### 15 (equipamiento de lasFuerzas Coheteriles Estratégicas)
- 15A: Misiles balísticos intercontinentales (ICBM) (15A14, 15A18, el ICBM R-36M (SS-18 Satan); 15A15, el ICBM UR-100MR (SS-17 Spanker))
- 15B: Cabezas (nucleares)
- 15D:  Motores de cohetes (mayormente)
- 15Zh: ICBM y misiles tácticos balísticos (15Zh45, el RT-21M Pioneer (SS-20 Saber) )
- 15N: Vehículos de control y mando
- 15P: Misiles con base en silos (mayormente)
- 15U: Equipamiento terrestre para ICBM
- 15F: Cabezas (nucleares)

#### 17 (cohetería y equipamiento asociado)
- 17D: Motores de cohetes misceláneos (17D58Ae, el sistema de motores de estabilización y de orientación del propulsor del "Briz-M")
- 17K: Cohetería de uso espacial (17K114, un sistema de cohetería de uso espacial para el reconocimiento y selección de blancos)
- 17P: Equipamiento terrestre (17P31, el sistema de inicio para el 11K25)
- 17S: Etapas de un cohete propulsor (17S40, Unidad D del lanzador Proton)
- 17U: Equipamiento terrestre (17U551, El sistema de prueba del módulo "Briz-M")
- 17F: Satélites (17F15, Un satélite de telecomunicaciones Raduga-1)